# Amylo-alpha-1,6-glucosidase
L'amylo-α-1,6-glucosidase est une glycoside hydrolase qui hydrolyse des (1→6)-α-D-osidiques de résidus de glucose formant ramification sur une chaîne de résidus de glucose liés par des liaisons α-(1→4). L'enzyme présente chez la levure et chez les mammifères est une protéine contenant deux sites actifs, l'autre activité enzymatique étant semblable à celle de la 4-α-glucanotransférase (EC 2.4.1.25) qui hydrolyse des segments de dextrine liés par des liaisons α-(1→4) jusqu'à exposer un résidu de glucose terminal lié par une liaison (1→6)-α, qui peut être hydrolysée par l'activité glucosidase de cette même enzyme. La combinaison de ces deux activités enzymatiques forme l'enzyme de débranchement du glycogène.